# Свадьба Елены
«Свадьба Елены» или «Брак Елены» (др.-греч. Ἑλένης Γάμος) — пьеса (трагедия или сатировская драма) древнегреческого драматурга Софокла (V век до н. э.) на тему мифов о Троянской войне. Её текст почти полностью утрачен.
Пьеса рассказывала о бракосочетании троянского царевича Париса с похищенной им из Спарты женой Менелая Еленой. Сохранилось только одно двустишие: «Ах, смоква старая! Ты сам бессилен, // И нас, других, осмоквить хочешь речью?». Исследователи полагают, что это часть реплики сатира, и, соответственно, считают, что «Свадьба Елены» могла быть сатировской драмой. Известно, что в тексте пьесы использовалось восточное слово «оросанги», которым называли телохранителей.